# Външна сънна артерия
Външната сънна артерия (arteria carotis externa) е клон на общата сънна артерия и дава значителен брой клончета, които кръвоснабдяват външните части на главата и шията.
След отделянето си от общата сънна артерия тя се насочва навътре, а след това завива навън и навлиза в задгорночелюстната ямка. Преди това тя отделя последователно следните клонове:
- Горна щитовидна артерия (arteria thyreoidea superior) - кръвоснабдява част от щитовидната жлеза.
- Езична артерия (arteria lingualis) - кръвоснабдява езика, подезичната-слюнчена жлеза и сливиците.
- Лицева артерия (arteria facialis) - кръвоснабдява мускулите и кожата до страничния ръб на носа.
- Тилна артерия (arteria occipitalis) – кръвоснабдява мускулите на тила, ушната мида и твърдата мозъчна обвивка.
- Възходяща гълтачна артерия (arteria pharyngea ascendens) - кръвоснабдява мускулите на гълтача, мекото небце, сливиците и Евстахиевата тръба.

На нивото на задгорночелюстната ямка, на равнището на шийката на долната челюст се дели на два крайни клона:
- Повърхностна слепоочна артерия (arteria temporalis superficialis) – кръвоснабдява мускулите в челната и слепоочната област на главата.
- Горночелюстна артерия (arteria maxillaris) - кръвоснабдява дълбоките части на лицето, част от небцето и носната кухина, сливиците, горната и долната челюст и зъбите.